# Cibelle
Cibelle, född 1978 i São Paulo, är en brasiliansk sångerska.

## Diskografi

### Album
- Cibelle (2003)
- The Shine of Dried Electric Leaves (2006)

### EP
- About a Girl EP (2005)
- Noite de Carnaval/Matthew Herbert Remixes (2005)
- Green Grass EP (2007)
- White Hair EP (2008)

### Samarbeten
- Sao Paulo Confession av Suba (1999): sång på tre spår
- Tributo by Suba (2002): sång på fyra spår
- O Cheiro do Ralo OST (2006)
- Electric Gypsyland (2006): 1 spår av Kocani Orkestar remixad av Cibelle
- Res Inexplicata Volans av Apollo Nove (2005): sång på tre spår
- Worried Noodles(TomLab Records): ett originalspår (2008)